# Štarkov
Štarkov je kopec (679 m) a přírodní památka poblíž Nového Jimramova v okrese Žďár nad Sázavou. Na jeho vrcholu se nachází hradní zřícenina Skály. Chráněné území je v péči AOPK ČR – regionálního pracoviště Správa Chráněné krajinné oblasti Žďárské vrchy, na jejímž území se přírodní památka nachází.

## Geomorfologie
Předmětem ochrany je geomorfologicky význačný skalní útvar se zbytky hradu. Vrch o nadmořské výšce 679 metrů spadá v geomorfologickém členění Česka do celku Hornosvratecká vrchovina, podcelku Žďárské vrchy, okrsku Pohledská vrchovina a do její části Dalečínská vrchovina.

## Přístup
Na vrchol kopce Štarkov územím přírodní památky vedou červeně a modře značené turistické cesty. Skály na vrcholu jsou využívány horolezecky. Horolezecké aktivity jsou zde zakázány v době od začátku března do konce června. V oblasti se nachází celkem 18 pojmenovaných skalních útvarů, na nichž je vyznačeno více než 100 lezeckých cest.